# دريناغ

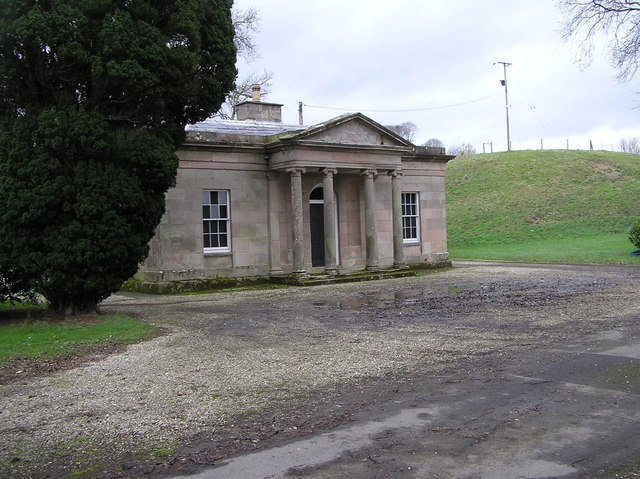

دريناغ Drenagh هو منزل وحديقة من القرن التاسع عشر، يقع في ليمافادي في مقاطعة لندنديري في أيرلندا الشمالية. بني البيت في عام 1853 وكان ملكا لعائلة ماكوسلاند McCausland منذ ذلك الوقت. وبجانب كونه بيتا للعائلة، فإنه يؤجر هو والحديقة التابعة له لإقامة المؤتمرات وحفلات الزفاف وكذلك للتصوير السينمائي. ويسمح بالصيد في الأراضي المحيطة به. كما أنه هناك منطقة غابات واسعة بها أشجار البلوط والزان والسرو. المالك الحالي للبيت هو الرائد ماركوس ماكوسلاند.
‌